# Antananarivo-Renivohitra
Antananarivo-Renivohitra é um distrito de Madagascar, pertencente à região de Analamanga. É composto por uma comuna, Renivohitra, e, segundo o censo de 2011, tinha uma população de 1 230 915 habitantes.